# 그레첸 말랄라드
그레첸 말랄라드(Gretchen Malalad, 1980년 2월 29일 ~ )는 예비역 필리핀 여군 부사관 공군 중사 전역한 가라테 스포츠인이다.

## 주요 이력
필리핀 마린두케 주 보아크에서 출생하였고 지난날 한때 필리핀 케손 시티에서 잠시 유아기를 보낸 적이 있는 그녀는 5세 시절이던 1985년에 필리핀 마닐라로 이주하여 이후 필리핀 마닐라에서 성장한 그녀는 1999년 5월 31일을 기하여 필리핀 공군 부사관 여군 하사 임관하였으며 2000년 6월 11일을 기하여 필리핀 공군 중사 진급한 그녀는 2001년 8월 21일을 기하여 필리핀 공군 중사 예편하였다.
그녀는 이토록 군직에서는 2001년 8월 21일을 기하여 필리핀 공군 중사 예편하여 군직을 떠나고 나서 1년 후 2002년 3월 16일을 기하여 개최된 미스 필리핀 대회 참가를 하여 입상을 한 전력이 있다.
그 후 2005년 11월 27일에는 필리핀 마닐라 동남 아시안 게임에 참가하여 그 중에서도 가라테 분야에 참가한 그녀는 2005년 12월 5일을 기하여 금메달리스트 타이틀을 차지하였다.